# Нехбет

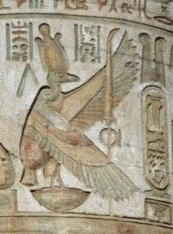
Фреска богині Нехбет

Нехебт або Нехбет — верхньоєгипетська богиня, покровителька влади фараона. Її святилище знаходилось у місті Ель-Каб навпроти Нехену в Верхньому Єгипті.
Священна тварина Нехбет — коршак; вона зображалась у вигляді жінки з пером коршуна на голові, в білій короні Верхнього Єгипту. Царський вінець Нехбет завжди білого кольору, тоді як колір богині Нижнього Єгипту Уаджет був червоним.
Нехбет вважалась символом Верхнього Єгипту, її ім'я увійшло до титулатури фараонів об'єднаного Єгипту. Епітет Нехбет — «біла з Нехену». Нехбет уособлювала могутність фараона. Давні єгиптяни вірили, що вона приносить йому перемогу над ворогами, через що вона часто зображувалась над фараоном із розпростертими крилами, або коли вона годує фараона своїми грудьми.
Нехбет також була володаркою східної пустелі, покровителькою гірничих робіт (добування золота і срібла), виконувала функції богині-матері (в цій якості ототожнювалась з Мут), допомагала при пологах (її часто зображали разом з богинею родючості Хекет). Під час свята 30-літнього ювілею правління фараона «Хеб-Сед» скульптура Нехбет прикрашала ніс човна фараона.